# Elek István (konyhafőnök)
Elek István (1942.-1995) konyhafőnök. Megnyitásától öt éven át vezette a salgótarjáni Karancs Szálló éttermét, majd a Duna InterContinentál megnyitásától Eigen Egon helyetteseként a szálloda Bellevue éttermét nyugdíjazásáig.

## Életútja

### Korai évei
A Ferencvárosban nőtt fel, édesanyja pedagógus volt. A Mester-utcai Általános Iskolába járt, majd érettségi után a Margitszigeti Nagyszállóban lett szakácstanuló. 

### Szakmai karrierje
1962-ben végzett és két évvel később Juhász Miklós konyhafőnök javaslatára kinevezték az akkor nyíló salgótarjáni Karacs Szálló konyhafőnökének.  Itt megyei szintű hírnevet szerzett újításaival és közben több országos szakmai versenyen is sikeresen szerepelt.
1969-ben Eigen Egon, aki még a Margit-szigeten volt a főnöke felcsábította az akkor nyíló Duna InterContinental BelleVue étterme konyhájának élére, Gullner Gyulával együtt.Utanna a Stadion szállodában, majd  1991-től a Novotel Kongresszus Központban dolgozott 1995- ben bekövetkezet haláláig. 